# ベルシステム24事件
ベルシステム24事件（ベルシステムにじゅうよんじけん）は、日本で起きた新株発行の差止めに関する事件である。株式会社ベルシステム24の経営権をめぐる、いわゆる内紛型の事件であった。裁判所がこの類型の事案に対し、当事者の策定した事業計画の内容にまで深く立ち入って判断を下した点で、先例的価値を持った。ただし、今も判例として生きているかどうかは争いがある。

## 事案
東京地方裁判所および東京高等裁判所が認定した事実によれば、以下の通りの事件である。

### 内紛の発生
CSKは、そのグループ企業とあわせてベルシステム24の発行済株式の約41.2％を保有し、ベルシステム24を連結対象子会社としていた。またCSKの代表取締役青園雅紘が平成14年8月よりベルシステム24の社外取締役となり、その経営に参与していた。この際、CSK側はベルシステム24の5名の取締役の内3名の派遣あるいは監査役の派遣を申入れたが、ベルシステム24の代表取締役である園山征夫がこれを拒否し、結局5名の内青園1名のみがCSKから派遣されることになったという経緯があった。
平成16年初頭から、CSKはベルシステム24の成長率が低いことを問題視し、青園を通じてベルシステム24に対し成長戦略の提出などを要求するようになった。しかしベルシステム24はこれに答えず、また後に示された成長戦略に対してもCSKは満足しなかった。そこでCSKは、平成16年6月18日、かねてよりベルシステム24側に通告してあったとおり、株主提案として、取締役7名の内4名、および監査役2名の内1名にCSK側の人間を選任するよう提案した。ベルシステム24側はこれに反発し、7月2日に交渉が行われたが、CSKは自らの主張を譲らず、実らなかった。
交渉に失敗したベルシステム24側は、「重要事業計画」に関する決定などを議案とする臨時取締役会を招集し、その招集通知は7月16日にベルシステム24の取締役でもある青園に到達した。青園はこの重要事業計画なるものについては初耳であったので、その具体的内容につき園山に問い合わせたが、回答はなかった。そして7月20日、その取締役会の席で、ベルシステム24がソフトバンクBBとの業務提携を検討していることが明らかにされた。その事業計画の一内容として、本件で焦点となる、NPIホールディングス(日興プリンシパル・インベストメンツの100%子会社)への新株発行が含まれていた。事業計画は、その日の取締役会において、3対2の多数で可決・承認された。
また、同日の取締役会において、8月下旬に予定されていた定時株主総会における議決権の基準日は8月6日とすることを、やはり3対2の多数で決議した。NPIホールディングスに対する新株発行は8月5日に予定されており、これはその翌日であった。ベルシステム24は7月21日に、議決権の基準日と新株発行につき日本経済新聞に公告した。

### 業務提携
ベルシステム24とソフトバンクBBは平成14年頃から業務提携の話があったが、具体化したことはなかった。平成16年6月に入り、ゴールドマン・サックス証券社長からの打診を機に、日興プリンシパル・インベストメンツの代表取締役の関与を受けながら、本格的な交渉が行われるようになった。そして、取締役会決議が行われたのと同日の7月20日に、基本合意書が取り交わされた。
業務提携の具体的内容は複雑なものであるが、その概要は以下のようなものである。ソフトバンクBBは自社および関連会社のコールセンター業務を休眠中の子会社であるBBコール株式会社に集約した上で、BBコールをベルシステム24の完全子会社とする。そのために、
1. BBコールは、99億円の増資を行い、ソフトバンクBBが一旦その全てを引き受ける
2. ソフトバンクBBは、BBコールに188億円を貸付ける
3. ベルシステム24は、ソフトバンクBBが融資したことによるBBコールに対する188億円の債権を譲り受ける
4. ベルシステム24は、ソフトバンクBBの有するBBコールの全株式も500億円で譲り受ける
5. ベルシステム24は、自らBBコールに592億円の資金を融資する
6. そのために必要な188+500+592=1280億円の資金を調達するために、自己資金250億円を使うほか、NPIホールディングスに対する1030億円の新株発行を行う

というものである。
CSKは、本件における新株発行は、商法280条ノ10(現行会社法210条に対応)にいう「著シク不公正ナル方法」による株式発行にあたると主張して、新株発行差止めの仮処分を申請した。

## 裁判所の判断
裁判所において主争点となったのは、本件の新株発行が「著シク不公正ナル方法」による株式発行にあたるか否かであった。

### 第1審
東京地裁平成16年7月30日決定(判例時報1874-163)は、上述のように事実認定した上で、以下のように判示した。
まず、「商法280条ノ10所定の「著シク不公正ナル方法」による新株発行とは，不当な目的を達成する手段として新株発行が利用される場合をいうと解されるところ，株式会社においてその支配権につき争いがあり，従来の株主の持株比率に重大な影響を及ぼすような数の新株が発行され，それが第三者に割り当てられる場合に，その新株発行が特定の株主の持株比率を低下させ現経営者の支配権を維持することを主要な目的としてされたものであるときは，不当な目的を達成する手段として新株発行が利用される場合にあたるというべきである」との総論を述べ、多くの判例において示されていた主要目的ルールを踏襲した。
さらに、CSKが「特定の株主の持株比率が著しく低下することを認識しつつ新株発行がなされる場合，原則として当該新株発行は著しく不公正な発行にあたる」と主張したのに対し、「商法が公開会社について株主の新株引受権を排除し，原則として株主の会社支配比率維持の利益を保護してはいないことを考慮すると，債権者の主張は採用できない」とし、主張を退けた。これは、いなげや・忠実屋事件において主要目的ルールに加えて提示された付加的要素を否定したものである。
そのうえで、以下の諸点から、たしかに「債務者代表者をはじめとする債務者の現経営陣の一部が，債権者の持株比率を低下させて，自らの支配権を維持する意図を有していたことが推認できないではない」とした。
- 経営権をめぐる争いが存在すること
- 新株を引き受けるNPIホールディングスの持株比率は0からいきなり過半数(約51.5%)となる一方で、CSKの持株比率は約39.2%から約19.0%にまで低下すること
- 園山が新株発行の検討を指示したのはCSKによる株主提案を受けた後であること
- その指示においては、事業計画の内容の検討に先立って新株発行の規模が示されていたこと
- 巨額の事業計画であるにもかかわらず検討期間が短く、取締役会では1度も審議されず、社外取締役である青園には一切知らされることなく進められたこと
- この事業計画により株主となるNPIホールディングスに、その直後に予定されている定時株主総会の議決権が与えられていること(その適法性については判断せず)

しかし、以下の諸点から、本件の新株発行は「著シク不公正ナル方法」には当たらないとした。
- 本件の業務提携に係わる事業計画は、ソフトバンクBBが提案したものである
- 事業計画につき、関係者を交えて十分な交渉が行われている
- 交渉の結果、ベルシステム24にとって有利となる修正も行われた
- 基本合意書が取り交わされた
- この計画によって実質的にベルシステム24の株主となる日興プリンシパル・インベストメンツが、投資収益が確保できる計画であると判断している
- 公認会計士が、株式譲受(上述事業計画の4.にあたる)の価格を妥当と判断している
- ベルシステム24による予測では、計画の実施によりEPSはおよそ2倍となり、ROEも維持されるとしている
- 証券アナリストの分析でも、本件業務提携を積極的に評価する見方が少なからずある
- その他証拠からの総合評価

以上から、「本件新株発行が著しく不公正な方法による新株発行としてその差止めを命ずべきものとまでは解することができない」とし、被保全債権の存在についての疎明がないとして、差止めの申立てを却下した。
これに対し、CSKが抗告した。その中でCSKは、
1. 本件新株発行はあまりにも巨額なものであり、異常なものである
2. CSKからの株主総会後に急遽検討が始まり、十分な検討なく取締役会決議がなされた
3. 新株発行の翌日を基準日に設定するという違法な公告により、NPIホールディングスに対して定時株主総会における議決権が認められた
4. 本件新株発行により得られる資金の大半は、定款の定める目的外の事業であるリース事業において用いられることとなっている
5. 本件事業計画自体が、ソフトバンクグループに対する巨額の融資のためのスキームとしてなされている

ことから、ベルシステム24の現経営陣の一部の支配権維持及びCSKの支配権侵奪を唯一の目的とすることが明らかであると主張した。

### 第2審
東京高裁平成16年8月4日決定(金融・商事判例1201-4)は、原審の事実認定をそのまま認め、以下のように判示した。
まず、第1審の挙げた6点とほぼ同内容の根拠から、「本件新株発行において，相手方代表者をはじめとする相手方の現経営陣の一部が，抗告人の持株比率を低下させて，自らの支配権を維持する意図を有していたとの疑いは容易に否定することができない」とした。しかし、やはり第1審と同内容の根拠から、「本件事業計画のために本件新株発行による資金調達の必要性があり，本件事業計画にも合理性が認められる」とし、支配権の維持の目的は否定できないとしても、それよりも会社の発展や業績の向上という正当な目的がより優越するとし、「著シク不公正ナル方法」による株式発行にはあたらないとした。
その上で、上述のCSKの主張に対し、以下のように回答した。
1. ベルシステム24はかつて800億円規模の企業買収を行ったことがあり、それに比しても異常なまでに高額とはいえない
2. 事業計画の検討期間は短期間ではあったが、秘密裡に・迅速に行う必要がある上、短期間ながらもかなり充実した交渉が行われた
3. 新株発行の翌日を基準日とすることは違法ではない
4. リース事業も定款の定める目的の範囲内である
5. 定款の目的の範囲内である以上、事業計画はソフトバンクグループへの融資のスキームであるとの主張は前提を欠く

その他、CSKの主張に対して、以下のように判示して主張をことごとく退けた。
- リース業は定款の目的の範囲外であり、定款変更も行われていない以上、リース業が内容の大半を占める事業計画は合理性を欠く

　←→リース業は定款の目的の範囲内である
- 日興プリンシパル・インベストメンツは本件事業計画を合理的であると判断したのではなく、これに対する出資を合理的と判断したに過ぎないため、その判断は事業計画の合理性を基礎付ける資料とならない

　←→投資の合理性判断において事業計画の合理性は重要な意義を持ち、当然判断に含まれている
- 公認会計士による意見書も、その作成者は監査法人でなくファイナンシャルアドバイザーであり、またソフトバンクBBが事業計画どおりに履行するかどうかの検討は行われておらず、事業計画の合理性を基礎付ける資料とならない

　←→そのことは、意見書の信用性、資料としての価値を否定するものではない
- 証拠から、ベルシステム24の取締役らが議決権基準日を操作していたことが裏付けられる

　←→そのような事実は推認されず、仮に認められたとしても結論を左右しない
- 新株発行が決定されたのは定款違反の事業を始めるための取締役会決議であり、しかもその判断のための資料収集が行われず、必要となる情報も開示されず、青園の回答にも全く回答せぬまま、僅差での決議を行ったのは、取締役の善管注意義務違反・忠実義務違反であり、「法令ニ違反」(商法280条ノ10、会社法210条に対応)して新株発行が行われているため、取消しの対象となる

　←→定款違反ではない。また、3対2と言う僅差での決議であったこと以外の事実は認められない。さらに、商法280条ノ10にいう「法令ニ違反」には善管注意義務違反が含まれるか否かには「疑義がないわけではない」。
以上から、被保全債権の疎明がないとして第1審の決定を支持し、抗告を棄却した。

### その後
CSKは新株発行の差止めを断念し、申立てを取下げた。そのため本件事業計画は予定通り進行し、BBコールはベルシステム24の100%子会社になるとともに、ベルシステム24自身はNPIホールディングスの子会社となり、事実上日興コーディアルグループの傘下に入った。
さらにその後の経過については、ベルシステム24の項目を参照。

## 評価

### 総論
本件は、株式会社の経営権争いの中で新株発行が用いられた事件であるが、その中でもいわゆる内紛型に分類される。すなわち、現経営陣の内部での経営権争いである。しかしこの判断枠組はその後の判例に継承され、買収防衛型においても用いられた。
本件における判断の特徴は、主要目的ルールに基本的には則りつつも、当該新株発行の基礎となる事業計画の内容を詳細に分析し、その合理性を判断し、そこから主要目的が何であるかを判断した点にある。またその際、東京地裁は主要目的ルールをそのまま適用し、いなげや・忠実屋事件で示されたような、主要目的が経営権維持にないときであっても「著しく不公正」となりうる、という基準を否定した点が注目に値する。一方で、東京高裁はこの点については明文では判断を下さなかった。

### 学説の諸相
新株発行の差止め事由としての「著しく不公正な方法」について、かねてより大別して3説が主張され、本事件を含め下級審の判例も分かれていた。
第1の説は、資金需要が全くないにもかかわらず新株発行を行った場合は「著しく不公正」となるが、資金需要があるならば、著しく不公正とはいえないとする説である。3説の中で最も新株発行の事由を重視する立場である。この背景には、会社法は公開会社株主については経済的な不利益についてのみ保護を図り、持株割合の低下につき何らの保護を与えない趣旨であるとの解釈がある。
第2の説は、反対派株主の持株比率を著しく低下させ、会社の支配関係に重大な影響を与えるような新株発行は著しく不公正となる、との説である。
第3の説は、いわゆる主要目的ルールを主張する説である。すなわち新株発行について、経営権維持などの不当な目的が資金調達などの正当な目的に優越する場合に、著しく不公正とする考え方である。下級審判例の多くはこの説を採るが、先述したとおり、主要な目的が経営権の維持ではない場合にも差止めを認めうるかについては判例が分かれている。

### 他の判例との比較
判例の多くは主要目的ルールを採るが、この事件を含め実際にはほとんどの事件で差止め仮処分の申立てが却下されている。これは、かつては会社が経営権を争う相手方はいわゆる仕手筋など悪質な者であることが多く、裁判所はいわば「当事者の顔を見て」判断していたからだと主張されている。すなわち、実際には相手方が仕手筋であるためその申立てを却下しつつ、その理由付けとして主要目的ルールを持ち出したにすぎなかったのではないか、との主張である。
しかし近年になって、敵対的買収や経営権争いを仕掛けてくるのはそのような仕手筋ばかりではなく、企業価値の上昇を図った敵対的買収などが実際に行われるようになってきた。本件においても、ベルシステム24の経営権の掌握を図ったのは東証1部に上場する大企業であり、かつてのような「顔を見て」の判断枠組は維持し難くなってきていた。そこで、本件の判例のように、具体的な事業計画にまで立ち入って主要目的を判断する枠組が取られるようになった、と解されている。裁判所が当事者の事業計画の当否にまで介入する点で、司法積極主義へ方針転換したと見る向きもある。

### 学説による評価
本件判例で示された司法積極的な判断枠組は、肯定的な評価もある一方で、批判にもさらされた。その主な点は、
- 裁判所が事業計画の合理性を判断するのは適切でない。そのような判断は市場に委ねられるべきものであり、国家は介入するべきではない。
- 判断枠組は妥当だとしても、本件において差止めを認めなかったのは妥当でない。本件では1度の新株発行で突如として過半数株主が登場したのであり、このような新株発行を認めることは、いわば経営者が株主を選ぶことにつながりかねない。

などである。

## 判例の意義
ベルシステム24事件決定からおよそ半年後に発生したニッポン放送事件において、東京高裁は主要目的ルールを言いながらも、それまでの判例とは判断枠組を一変させた。すなわち、事業計画の合理性には一切立ち入ることなく、差止めの仮処分を認めたのである。
この判例によってベルシステム24事件の判断枠組が放棄されたのか、あるいはニッポン放送事件は新株予約権に関する事件だったから判断枠組を異にしたに過ぎないのかは争いがある。ニッポン放送事件の決定を前者の意義に解するのであれば、ベルシステム24事件の判例としての意義はもはや失われたことになる。